# Tibolddaróc
Tibolddaróc ist eine ungarische Gemeinde im Kreis Mezőkövesd im Komitat Borsod-Abaúj-Zemplén.

## Geografische Lage
Tibolddaróc liegt im Norden Ungarns, 15 Kilometer vom Komitatssitz Miskolc entfernt.
Nachbargemeinden sind Kács, Cserépváralja, Tard, Mezőnyárád, Bükkábrány, Vatta, Sály, Latorpuszta.
Die nächste Stadt Eger ist etwa 26 km von Tibolddaróc entfernt.

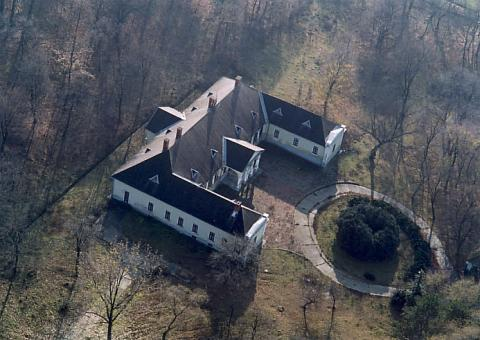
Blick auf Schloss Bottlik
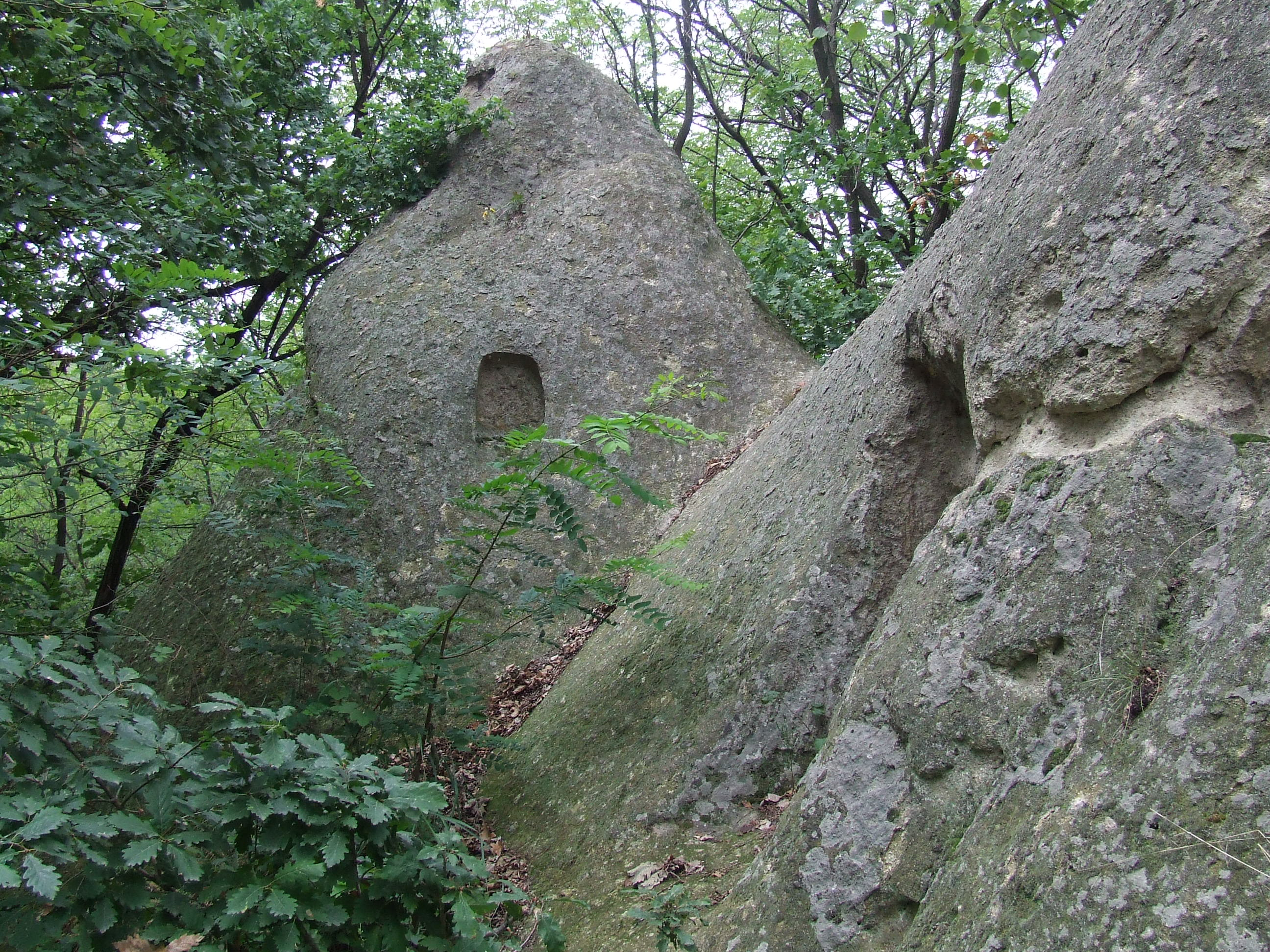
Bienenstock Tuffsteine (Felsenwohnungen) in Tibolddaróc